# Lego Star Wars: Yoda krónikái
A Lego Star Wars: Yoda Krónikái (eredeti cím: Lego Star Wars: The Yoda Chronicles) a Lego animációs sorozata, amely Yoda, az öreg jedimester történeteiről szól.

## Ismertető

### 1. Évad
Darth Sidious parancsára Dooku Gróf és Grievous Tábornok sith klón sereget akar létrehozni. A Jedik megakadályozzák és egy JEK nevű első (és egyetlen) klónból klónoznak egy sereget de csúfos kudarc lesz a vége. Később Dooku Gróf sith tanítványokat toboroz, a Jedik és a sith-ek, Palpatine cselszövéseivel egymás ellen harcolnak. Végül a Jedik megmentik a galaxist, Anakin csalódott amiért a klónt ünneplik helyette.

### 2. Évad
Luke Skywalker feladata felkutatni a holokronokat, de Darth Vader is azokat akarja. Miközben Luke, Leia, C-3PO és R2D2 a holokronokat keresik, Darth Vader elfoglalja az Ezeréves Sólymot. Han Solo-t és Chewbacca-t kilövi a Dagobah-ra ahol találkoznak Han régi barátjával Yoda-val. A Tatooine-on Vader és Skywalker összecsapnak, az Evok-ok járműve a holokronok hatására felgyorsul, végül Darth Vader megszerzi a holokronokat. Vader és Luke összecsapnak az űrben ahol Vader szétlövi Luke X-szárnyúját. Ez alatt Han Solo, C-3PO és Chewbacca a Hoth-on keresik a bázist, Vader ünnepel hogy végzett a fiával, de hamar rájön, hogy átverték. Luke eltereli a Birodalmat míg a lázadók elrejtőznek a Hoth bolygón. Luke és Darth Vader harca egy aszteroidán csúcsosodik ki ahol Vader győztesen kerül ki, így a birodalom győz a csatában.

## Szereplők
| Szereplő                        | Eredeti hang         | Magyar hang                                    |
| ------------------------------- | -------------------- | ---------------------------------------------- |
| Narrátor                        | Tom Kane             | Várkonyi András (1. évad) ? (2. évad)          |
| Yoda                            | Tom Kane             | Versényi László (1. évad) Vass Gábor (2. évad) |
| Qui-Gon Jinn                    | Tom Kane             | Bognár Tamás                                   |
| C-3PO                           | Anthony Daniels      | Józsa Imre (1. évad) Kerekes József (2. évad)  |
| Sheev Palpatine / Darth Sidious | Trevor Devall        | Gruber Hugó(1. évad) Törköly Levente (2. évad) |
| Ackbar admirális                | Trevor Devall        |                                                |
| Bib Fortuna                     | Trevor Devall        |                                                |
| Jar Jar Binks                   | Trevor Devall        | Bicskey Lukács                                 |
| Obi-Wan Kenobi                  | Sam Vincent          | Anger Zsolt                                    |
| Obi-Wan Kenobi                  | Ewan McGregor        | Stohl András                                   |
| Obi-Wan Kenobi                  | Michael Donovan      | Stohl András                                   |
| Anakin Skywalker/Darth Vader    | Kirby Morrow         | Moser Károly                                   |
| Anakin Skywalker/Darth Vader    | Matt Sloan           | Schneider Zoltán                               |
| Mace Windu                      | Adrian Holmes        | Kőszegi Ákos                                   |
| Vaash Ti                        | Kelly Metzger        |                                                |
| Rako                            | Sam Vincent          |                                                |
| Grievous tábornok               | Kirby Morrow         | Faragó András                                  |
| Asajj Ventress                  | Trish Pattendon      | Varga Klára                                    |
| Bene                            | Tabitha St. Germain  |                                                |
| Fiatal Lando Calrissian         | Tabitha St. Germain  |                                                |
| Lindo Carlissian                | Billy Dee Williams   | Galambos Péter                                 |
| Darth Maul                      | Lee Tockar           | Király Attila                                  |
| Bobby                           | Brian Drummond       |                                                |
| Gamorrean Guard                 | Brian Drummond       |                                                |
| Cody Parancsnok                 | Andrew Francis       |                                                |
| Bail Prestor Organa             | Andrew Francis       |                                                |
| Luke Skywalker                  | Eric Bauza           | Fehér Tibor                                    |
| Leia Organa                     | Heather Doerksen     | Zsigmond Tamara                                |
| Han Solo                        | Michael Daingerfield | Csankó Zoltán                                  |
| Dooku gróf                      | Michael Donovan      | Barbinek Péter                                 |
| Malakili                        | Michael Donovan      |                                                |
| JEK                             | Brian Dobson         | Kálid Artúr (1. évad) Viczián Ottó (2. évad)   |

## Évadok

### Évadáttekintés
| Évad | Évad          | Epizódok | Eredeti sugárzás | Eredeti sugárzás     | Eredeti adó     | Magyar sugárzás      | Magyar sugárzás    | Magyar adó      |
| Évad | Évad          | Epizódok | Évadpremier      | Évadfinálé           | Eredeti adó     | Évadpremier          | Évadfinálé         | Magyar adó      |
| ---- | ------------- | -------- | ---------------- | -------------------- | --------------- | -------------------- | ------------------ | --------------- |
|      | Különkiadások | 2        | 2011. július 22. | 2012. szeptember 26. | Cartoon Network | TBA                  | 2012. október 28.  | Cartoon Network |
|      | 1             | 3        | 2013. május 29.  | 2013. november 27.   | Cartoon Network | 2013. szeptember 22. | 2013. december 22. | Cartoon Network |
|      | 2             | 4        | 2014. május 4.   | 2014. augusztus 9.   | Disney XD       | 2014. május 30.      | 2014. november 30. | Disney Channel  |

### Különkiadások
| Hivatalos epizódcím                     | Magyar epizódcím                    | Hivatalos premier    | Magyar premier    |
| --------------------------------------- | ----------------------------------- | -------------------- | ----------------- |
| Lego Star Wars: The Padawan Menace      | Lego Star Wars: Padavan bajkeverők  | 2011. július 22.     |                   |
| LEGO Star Wars: The Empire Strikes Out! | Lego Star Wars: A Birodalom hazavág | 2012. szeptember 26. | 2012. október 28. |

### 1. évad
| #  | Hivatalos epizódcím | Magyar epizódcím  | Hivatalos premier   | Magyar premier (Cartoon Network) |
| -- | ------------------- | ----------------- | ------------------- | -------------------------------- |
| 1. | The Phantom Clone   | A fantom klón     | 2013. május 29.     | 2013. szeptember 22.             |
| 2. | Menace of the Sith  | A Sith fenyegetés | 2013. szeptember 4. | 2013. november 24.               |
| 3. | Attack of the Jedi  | A Jedik támadása  | 2013. november 27.  | 2013. december 22.               |

### 2. évad
| #  | Hivatalos epizódcím         | Magyar cím                  | Eredeti premier     | Magyar premier (Disney Csatorna) |
| -- | --------------------------- | --------------------------- | ------------------- | -------------------------------- |
| 4. | Escape from the Jedi Temple | Menekülés a Jedi templomból | 2014. május 4.      | 2014. május 30.                  |
| 5. | Race for the Holocrons      | Holokron hajsza             | 2014. június 15.    | 2014. július 25.                 |
| 6. | Raid on Coruscant           | Támadás a Coruscant ellen   | 2014. szeptember 7. | 2014. október 3.                 |
| 7. | Clash of the Skywalker      | Skywalker erők harca        | 2014. november 23.  | 2014. november 30.               |